# Emilianów (powiat łowicki)
Emilianów – wieś w Polsce położona w województwie łódzkim, w powiecie łowickim, w gminie Bielawy.
W latach 1954–1969 wieś należała i była siedzibą władz gromady Emilianów, po jej zniesieniu w gromadzie Oszkowice. W latach 1975–1998 miejscowość należała administracyjnie do województwa skierniewickiego.